# Mount McMahon
Mount McMahon ist ein 1748 m hoher Berg im ostantarktischen Mac-Robertson-Land. Er ragt 10 km westlich des Mount Bewsher in der Aramis Range der Prince Charles Mountains auf.
Kartiert wurde er anhand von Luftaufnahmen im Rahmen der Australian National Antarctic Research Expeditions. Namensgeber ist Ray McMahon (* 1934), leitender Offizier auf der Mawson-Station im Jahr 1963.